# Heyrovský (cratère)
 (mai 2025).
 (mai 2025).
Heyrovsky est un petit cratère d'impact lunaire situé sur la face cachée de la Lune. Ce cratère se situe juste au-delà du bord sud-ouest, dans une zone de la surface parfois visible de la Terre lors des périodes de libration et d'illumination solaire favorables. Il se trouve dans la partie sud de la large bande d'éjectas qui entoure le bassin d'impact de la mer des Pluies.
Il s'agit d'un cratère circulaire dont l'intérieur a la forme d'un bol. Les parois internes, de structure simple, s'inclinent droit vers le petit plancher central. L'intérieur du cratère présente un albédo généralement plus élevé que son environnement, ce qui lui confère une apparence légèrement plus lumineuse.